# Amanda L. Golbeck
Amanda L. Golbeck est une statisticienne, sociologue et dirigeante universitaire américaine. 

## Biographie
Amanda Golbeck est diplômée en anthropologie du Grinnell College (en) en 1974, elle obtient ensuite une maîtrise en anthropologie à l'université de Californie à Berkeley en 1977, et une maîtrise en statistiques de la même université en 1979. Elle prépare un doctorat en biostatistique à Berkeley, tutorée par Elizabeth Scott. Sa thèse, qu'elle soutient en 1983, est intitulée Statistical Theory of a Life Table for Human Fertility, et supervisée par Chin Long Chiang,. Elle détient des certifications, en négociation de la John F. Kennedy School of Government de l'université Harvard en 2006, en leadership de l'American Association of State Colleges and Universities en 2001 et en gestion de l'éducation à la Harvard Graduate School of Education en 1997.

## Activités professionnelles et institutionnelles
Amanda Golbeck a été vice-présidente des affaires académiques au Kansas Board of Regents,,.
Elle devient ensuite professeure à l'université de sciences médicales de l'Arkansas à Little Rock, au sein du département de biostatistique, et doyenne associée des affaires académiques au collège de santé public Fay W. Boozman. Elle est présidente du comité de données AMS-ASA-MAA-SIAM qui supervise l'enquête annuelle sur les sciences mathématiques, ainsi que membre du comité de rédaction de Significance Magazine (en).

## Récompenses et honneurs
Amanda Golbeck reçoit en 1999 un Grinnell College Alumni Award. Elle a été élue membre de la Société américaine de statistique en 2011, « pour un leadership très influent, en particulier pour ses importants changements organisationnels et systémiques dans plusieurs établissements universitaires; pour son mentorat exemplaire des professeurs et étudiants juniors; pour son travail de pionnier en numératie en santé et pour d'importantes contributions à la recherche en santé publique et en médecine. ». Elle est élue membre de l'Institut international de statistique en 2011, et elle devient la présidente du Caucus for Women in Statistics la même année. Elle reçoit un prix de spécialiste Fulbright de l'université de Lettonie à Riga en 2016. 
La même année, elle obtient le prix Elizabeth-Scott du Comité des présidents de sociétés statistiques (COPPS), « pour ses efforts dans l'amélioration de la condition des femmes et des minorités, la promotion de nouvelles opportunités de leadership pour les femmes et les hommes, la promotion de la diversité à tous les niveaux, et le plaidoyer pour une atmosphère plus inclusive, ouverte et solidaire en sciences statistiques. » Elle est la 13e récipiendaire de ce prix, qui a été créé en 1992,.

## Publications
- Equivalence: Elizabeth L. Scott at Berkeley, Chapman and Hall/CRC Press, 608 pages, 2017  (ISBN 978-1482249446)
- avec Ingram Olkin & Yulia R. Gel, Leadership and Women in Statistics, Chapman and Hall/CRC, 2015, 480 p.  (ISBN 9781482236446)